# نوزيان
نوزيان هو معدن ينتمي إلى مجموعة أشباه الفلسبارات، ويحوي في تركيبه بالإضافة إلى السيليكات والكبريتات على فلزي الصوديوم والألومنيوم، بحيث تكون الصيغة الكيميائية للوحدة البلورية على الشكل Na8Al6Si6O24(SO4).
وصف المعدن لأول مرة سنة 1815 من الجيولوجي الألماني كارل فيلهلم نوزه Karl Wilhelm Nose، وإليه تنسب التسمية.